# Едвард Нортон
Е́двард Га́ррісон Но́ртон (англ. Edward Harrison Norton; нар. 18 серпня 1969 року, Бостон, США) — американський кіноактор, сценарист і режисер. Найбільш відомий за ролями у фільмах «Первісний страх» (1996), «Американська історія Ікс» (1998), «Бійцівський клуб» (1999), «Червоний дракон» (2002), «25-та година» (2002), «Неймовірний Халк» (2008), «Бердмен» (2014), «Боб Ділан: Цілковитий незнайомець» (2024). Чотири рази номінувався на премію «Оскар» (1997, 1999, 2015, 2025).

## Сім'я
Його мати Робін, вчителька англійської мови, померла від пухлини мозку в 1997 році. Його батько — Едвард старший, колишній федеральний виконавець в адміністрації Картера, тепер працює в організації з охорони історичних цінностей. Його дід — забудовник Джеймс Роуз (помер у 1996 році), відомий своїм внеском у будівництво міста Колумбія, штат Меріленд і допомогою в забудові внутрішньої гавані Балтімора і Бостонського ринку Квінсі. Його сестра, Моллі Нортон, навчалася в Університеті Вашингтона і Лі.

## Біографія
Нортон народився в Бостоні, штат Массачусетс, але виріс у місті Коламбія, штат Меріленд.
У п'ять років Едвард зацікавився театром, а невдовзі почав займатися в Оренстейнівській Колумбійській школі театрального мистецтва і у вісім років дебютував на сцені в місцевій постановці.
Нортон закінчив вищу школу Вайлд Лейк у 1985 році, потім Єльський університет в 1991 році, здобувши ступінь бакалавра з історії. В Єлі Нортон також займався театром. Він відвідував багато факультетів, хоч драматичний ніколи не був для нього профілюючим. Едвард також вивчав японську мову і відвідував популярну школу англійської мови NOVA Group. Одразу після отримання диплому він вирушив до Японії, де працював у компанії свого діда Enterprise Foundation. І лише за декілька років, у 1994, повернувшись до Нью-Йорка, Едвард вирішив відмовитися від попередньої роботи і повністю присвятити себе акторській кар'єрі.
Підробляючи офіціантом, Нортон грав на кількох театральних сценах Нью-Йорка і в результаті був прийнятий до компанії New York Signature Theater Company, членом ради директорів якої він є досі.
Дебютом у кіно для Нортона став фільм «Первісний страх» (1996), де він зіграв молодого в'язня-соціопата. За цю роль він отримав премію «Золотий глобус» і був номінований на премію «Оскар», як найкращий актор другого плану. Згодом його не раз номінували, в тому числі і на найкращу чоловічу роль за участь у фільмі про неонацистів «Американська історія Ікс», а за участь в екранізації роману Чака Поланіка «Бійцівський клуб» Едвард не був номінований на серйозні кінонагороди, натомість до нього прийшла всесвітня слава.
Зіграв самого себе у пілотному епізоді експериментального комедійного телесеріалу «Стелла». Також здобув схвальні відгуки критиків за роль прокаженого короля в фільмі «Царство Небесне». У 2000 році Едвард Нортон дебютував як режисер, знявши комедію «Зберігаючи віру». Грою в фільмі «Ілюзіоніст» 2006 року він знову заслужив схвальні відгуки критиків.

## Особисте життя
У Нортона були романтичні стосунки з акторками Сальмою Гаєк, Дрю Беррімор і Кортні Лав, з якою він гастролював як сесійний гітарист в її гурті Hole. З 2007 року Нортон почав зустрічатися з канадською продюсеркою Шоною Робертсон (Shauna Robertson, 1974 р.н.), з якою заручився у 2011 році. У 2012 Едвард та Шона таємно одружились. У пари є син Атлас (Atlas), народжений у березні 2013 року.

## Фільмографія

### Актор
| Рік  |    | Українська назва                       | Оригінальна назва                                | Роль                                                          |
| ---- | -- | -------------------------------------- | ------------------------------------------------ | ------------------------------------------------------------- |
| 1994 | в  | Тільки в Америці                       | Only in America                                  | Дуейн / Джеймс / Бруно / Ерік                                 |
| 1996 | ф  | Первісний страх                        | Primal Fear                                      | Аарон Стемплер                                                |
| 1996 | ф  | Всі кажуть, я тебе кохаю               | Everyone Says I Love You                         | Голден Спенс                                                  |
| 1996 | ф  | Народ проти Ларрі Флінта               | The People vs. Larry Flynt                       | Алан Айзекман                                                 |
| 1998 | ф  | Шулери                                 | Rounders                                         | Лестер «Хробак» Мерфі                                         |
| 1998 | ф  | Американська історія Ікс               | American History X                               | Дерек Віньярд                                                 |
| 1999 | ф  | Бійцівський клуб                       | Fight Club                                       | Оповідач                                                      |
| 2000 | ф  | Зберігаючи віру                        | Keeping the Faith                                | Панотець Браян Фінн                                           |
| 2000 | мс | Сімпсони                               | The Simpsons                                     | Девон Бредлі (Епізод: "The Great Money Caper")                |
| 2001 | ф  | Ведмежатник                            | The Score                                        | Джек Теллер                                                   |
| 2002 | ф  | Вбити Смучі                            | Death to Smoochy                                 | Шелдон Мопс / Носоріг Смучі                                   |
| 2002 | ф  | Фріда                                  | Frida                                            | Нельсон Рокфеллер                                             |
| 2002 | ф  | Червоний Дракон                        | Red Dragon                                       | Вілл Грехем                                                   |
| 2002 | ф  | 25-та година                           | 25th Hour                                        | Монті Броган                                                  |
| 2003 | ф  | Пограбування по-італійськи             | The Italian Job                                  | Стів Фредзеллі                                                |
| 2004 | ф  | Після Заходу Сонця                     | After the Sunset                                 | у ролі самого себе                                            |
| 2005 | ф  | Царство небесне                        | Kingdom of Heaven                                | Король Балдуїн IV                                             |
| 2005 | ф  | Це сталося в долині                    | Down in the Valley                               | Гарлан                                                        |
| 2005 | с  |                                        | Stella                                           | у ролі самого себе (Епізод: "Pilot")                          |
| 2006 | ф  | Ілюзіоніст                             | The Illusionist                                  | Айзенхайм                                                     |
| 2006 | ф  | Розмальована вуаль                     | The Painted Veil                                 | Волтер Фейн                                                   |
| 2008 | ф  | Неймовірний Халк                       | The Incredible Hulk                              | Брюс Беннер / Халк                                            |
| 2008 | вг | The Incredible Hulk                    | The Incredible Hulk                              | Брюс Беннер / Халк                                            |
| 2008 | ф  | Гордість і слава                       | Pride and Glory                                  | Рей Терні                                                     |
| 2009 | ф  | Винахід брехні                         | The Invention of Lying                           | поліцейський                                                  |
| 2009 | ф  | Травичка                               | Leaves of Grass                                  | Білл Кінкейд / Бреді Кінкейд                                  |
| 2009 | с  | Американська сімейка                   | Modern Family                                    | Іззі Лафонтен (Епізод: "Great Expectations")                  |
| 2010 | ф  | Стоун                                  | Stone                                            | Стоун                                                         |
| 2012 | ф  | Королівство повного місяця             | Moonrise Kingdom                                 | вожатий загону бойскаутів Ворд                                |
| 2012 | ф  | Диктатор                               | The Dictator                                     | у ролі самого себе                                            |
| 2012 | ф  | Спадок Борна                           | The Bourne Legacy                                | Ерік Баєр                                                     |
| 2013 | мс | Сімпсони                               | The Simpsons                                     | преподобний Елая Гупер (Епізод: "Pulpit Friction")            |
| 2013 | с  | Суботнього вечора в прямому ефірі      | Saturday Night Live                              | ведучий / Оуен Вілсон (Епізод: "Edward Norton/Janelle Monáe") |
| 2014 | ф  | Готель «Ґранд Будапешт»                | The Grand Budapest Hotel                         | інспектор Генкельс                                            |
| 2014 | ф  | Бердмен                                | Birdman: Or (The Unexpected Virtue of Ignorance) | Майк Шінер                                                    |
| 2015 | с  | Події минулого тижня з Джоном Олівером | Last Week Tonight with John Oliver               | у ролі самого себе (Епізод: "Infrastructure")                 |
| 2016 | мф |                                        | 小门神                                           | Ю. Лей                                                        |
| 2016 | мф | Повний розковбас                       | Sausage Party                                    | Семмі                                                         |
| 2016 | ф  | Прихована краса                        | Collateral Beauty                                | Віт Ярдшем                                                    |
| 2018 | мф | Острів собак                           | Isle of Dogs                                     | Рекс                                                          |
| 2018 | с  |                                        | Comedy Central Roast                             | у ролі самого себе (Епізод: "Bruce Willis")                   |
| 2018 | мс |                                        | Ask the StoryBots                                | Гері (Епізод: "What Is Electricity?")                         |
| 2019 | ф  | Аліта: Бойовий ангел                   | Alita: Battle Angel                              | Нова                                                          |
| 2019 | ф  | Сирота Бруклін                         | Motherless Brooklyn                              | Ліонель Ессрог                                                |
| 2021 | ф  | Французький вісник                     | The French Dispatch                              | викрадач                                                      |
| 2022 | ф  | Ножі наголо 2                          | Knives Out 2                                     | Майлз Брон                                                    |
| 2023 | ф  | Місто астероїдів                       | Asteroid City                                    | Конрад Ерп                                                    |
| 2023 | с  | Екстраполяції                          | Extrapolations                                   | Джонатан Шопен (2 епізоди)                                    |
| 2024 | ф  | Боб Ділан: Цілковитий незнайомець      | A Complete Unknown                               | Піт Сіґер                                                     |

### Творчий доробок
| Рік  |     | Українська назва                     | Оригінальна назва                           | Роль                         |
| ---- | --- | ------------------------------------ | ------------------------------------------- | ---------------------------- |
| 2000 | ф   | Зберігаючи віру                      | Keeping the Faith                           | режисер, продюсер            |
| 2002 | ф   | 25-та година                         | 25th Hour                                   | співпродюсер                 |
| 2003 | док | Експедиція до великих річок Юньнань  | The Yunnan Great Rivers Expedition          | оператор                     |
| 2004 | док | Брудна робота                        | Dirty Work                                  | виконавчий продюсер          |
| 2005 | ф   | Це сталося в долині                  | Down in the Valley                          | продюсер, монтажер           |
| 2006 | ф   | Розмальована вуаль                   | The Painted Veil                            | продюсер                     |
| 2008 | ф   | Неймовірний Халк                     | The Incredible Hulk                         | редактор сценарію            |
| 2009 | док | Зроблено людьми: Вибори Барака Обами | By the People: The Election of Barack Obama | продюсер                     |
| 2009 | ф   | Травичка                             | Leaves of Grass                             | продюсер                     |
| 2012 | ф   | Дякуємо за обмін                     | Thanks for Sharing                          | виконавчий продюсер          |
| 2014 | кф  |                                      | Wallace                                     | виконавчий продюсер          |
| 2014 | док |                                      | My Own Man                                  | виконавчий продюсер          |
| 2018 | ф   | Кодекс Готті                         | Gotti                                       | виконавчий продюсер          |
| 2019 | ф   | Сирота Бруклін                       | Motherless Brooklyn                         | режисер, сценарист, продюсер |

## Нагороди та номінації
| Нагорода          | Рік  | Категорія                            | Робота                            | Результат |
| ----------------- | ---- | ------------------------------------ | --------------------------------- | --------- |
| Оскар             | 1997 | Найкраща чоловіча роль другого плану | Первісний страх                   | Номінація |
| Оскар             | 1999 | Найкраща чоловіча роль               | Американська історія Ікс          | Номінація |
| Оскар             | 2015 | Найкраща чоловіча роль другого плану | Бердмен                           | Номінація |
| Оскар             | 2025 | Найкраща чоловіча роль другого плану | Боб Ділан: Цілковитий незнайомець | Номінація |
| BAFTA Film Awards | 1997 | Найкраща чоловіча роль другого плану | Первісний страх                   | Номінація |
| BAFTA Film Awards | 2015 | Найкраща чоловіча роль другого плану | Бердмен                           | Номінація |
| BAFTA Film Awards | 2025 | Найкраща чоловіча роль другого плану | Боб Ділан: Цілковитий незнайомець | Номінація |
| Золотий глобус    | 1997 | Найкраща чоловіча роль другого плану | Первісний страх                   | Перемога  |
| Золотий глобус    | 2015 | Найкраща чоловіча роль другого плану | Бердмен                           | Номінація |
| Золотий глобус    | 2025 | Найкраща чоловіча роль другого плану | Боб Ділан: Цілковитий незнайомець | Номінація |